# A4 (Kazakistan)
La Strada nazionale A4 è una strada parzialmente a scorrimento veloce del Kazakistan.
La A4 è una moderna autostrada a quattro corsie che consente di evitare il traffico urbano di Almaty e collega le principali arterie stradali del paese. La strada rappresenta un'importante infrastruttura di trasporto per il Kazakistan.
Inoltre, la A4 è stata progettata con molta cura per garantire la sicurezza degli automobilisti, con un sistema di illuminazione notturna, barriere di protezione laterale e un sistema di monitoraggio del traffico.

## Storia
In epoca sovietica la classificazione della strada A4 era strada regionale. È stata completata nel 2012.

## Percorso
L'A4 è in gran parte in fase di raddoppiamento, e il tratto settentrionale da Almaty è completato. La strada inizia ad Almaty e prosegue verso ovest nell'oblys di Almaty, ai piedi delle montagne del Tian Shan. Attualmente la rotta termina a Uzynagaš. La strada continua a sud attraverso le montagne fino alla frontiera con il Kirghizistan.
Questa strada è molto importante perché il valico di confine con il Kirghizistan è uno dei più importanti del paese, con anche due giorni di attesa per poter entrare nel paese.

## Sviluppi futuri
La strada nazionale A4 è una delle strade più trafficate del Kazakistan, ed essendo un'arteria principale è in corso una ricostruzione della strada trasformando il primo tratto e l'ultimo in un'autostrada a doppia carreggiata. I lavori di raddoppiamento dovrebbero finire nel 2025.